# مابعدالطبیعه اخلاق
مابعدالطبیعه اخلاق (به آلمانی: Die Metaphysik der Sitten) یکی از برجسته‌ترین آثار ایمانوئل کانت دربارهٔ فلسفه اخلاق و فلسفهٔ سیاسی است که در سال ۱۷۹۷ منتشر شد. این کتاب را منوچهر صانعی به فارسی ترجمه کرده‌است.